# Џорџ Хуанг
Посебни агент Џорџ Хуанг је измишљени лик у ТВ драми Ред и закон: Одељење за специјалне жртве. Њега тумачи Б. Д. Вонг.

## О лику
Др. Џорџ Хуанг је представљен у епизоди „Пик“. Он је агент ФБИ-ја који је првобитно позајмљен ОСЖ-у Менхетна, а касније постаје њихов стални форензички психијатар и криминалистички профилиста. Он им даје стручну анализу места злочина и осумњичених. Његово огромно знање о форензичкој психологији и психопатологији даје му натприродну способност да разуме, саосећа и предвиди поступке осумњичених као и жртава. Такође има велико знање из области теологије, етнологије, и форензике и говори течно кинески.
Упркос тешком почетку са детективима ОСЖ-а, они почињу да верују Хуангу. Међутим, његово мишљење није увек цењено. Понекад се слаже са дијагнозама душевне болести које дају заступници одбране и њихови психијатри што отежава помоћницима тужиоца који раде са екипом да кривично гоне злочинце.
Међутим, као и детективи, Хуанг има саосећање пре свега према жртвама сексуалног напада, посебно деци. Обично је врло миран, тих и уједначен, осим у неколико значајних прилика. Као психијатар, он понекад нуди своју стручност и самим детективима, помажући им у било каквим осећајним проблемима које могу да имају. Један значајан пример је епизода „Харизма“ у 6. сезони. Пошто су детективи видели да је неколико деце побијено у дому вође секте, Хуанг је разговарао са сваким детективом понаособ да им каже како се осећају.
На почетку своје каријере психијатра, Хуанг је радио као психолог за сексуалне преступнике, побуђен истинским уверењем да може да их рехабилитује. Међутим, дао је отказ након неколико година, узрујан неспремношћу својих болесника да истински учествују у терапији. То је такође разлог зашто је од помагања сексуалним преступницима прешао на затварање истих.
Хуанг је био стални психијатар ОСЖ-а од 3. до 12. сезоне. Напустио је главну поставу након епизоде „Сензација“, а првобитно није наведен разлог његовог одласка. Међутим, Хуанг се враћа да помогне ОСЖ-у у истрази у епизоди „Најдражи отац“ у 13. сезони у којој шаљиво коментарише да је његов нови задатак у Оклахомаграду "рај" за неожењеног педера, кинеског Американца који се противи казни смрти.
Хуанг се враћа у Њујорк у епизоди „Рођени психопата“ у 14. сезони и помаже детективима ОСЖ-а у случају у којем је десетогодишњи дечак показао недруштвено понашање. Он дијагностикује дечаку психопатију и спрема се да га одведе у установу за лечење. Жали се да се мора да се врати у Оклахому пред крај епизоде. Такође се враћа у епизоди „Смисао злочина (1. део)“ у 15. сезони да процени осумњиченог који има сексуалне фантазије о мучењу и убијању деце.
Хуанг се не појављује у 16. сезони, али се враћа у епизоди „Изопачени стандард“ у 17. сезони у којој открива да се превремено пензионисао из ФБИ-а и да сада обавља саветовања у Њујорку. Он сведочи на суду за одбрану отмичара деце Луиса Ходе (Том Сајзмор). Чинећи то, он се суочава са ПОТ Рафаелом Барбом (Раул Еспарза) и изазива тактику испитивања поручнице Оливије Бенсон (Мариска Харгитеј), заоштравајући њихово пријатељство.

## Значајне епизоде
У епизоди „Погубљење“, Хуанга је напао низни убица док су он и детектив Елиот Стаблер (Кристофер Мелони) покушавали да га натерају да призна убиство.
У епизоди из 2009. године „Олово“, напао га је у соби за испитивање осумњичени за убиство који је имао пику, што је посредно проузроковало да осумњичени буде насилан због конзумирања боје на бази олова. Његова дијагноза осумњиченог да је оштећен мозак услед тровања оловом такође је мотивисала ПОТ Александру Кабот (Стефани Марч) да тражи блажу казну.
У епизоди „Судар“, он врши своје прво хапшење у ваздуху као агент ФБИ-а пошто је учествовао у операцији хапшења судије који је починио и државна и савезна кривична дела са ОСЖ-ом против.
У епизоди „Тешко повезани“ из 2009. помиње да је педер пошто је био умешан у случај у којем вођа скупин за заступање педофила тврди да је педофилија урођено сексуално опредељење. Хуанг каже да га као педера вређа подразумевано поређење између педерлука и педофилије.
У епизоди „Корисници“ из 2009. он незаконито даје ибогаин да би лечио зависника од хероина. Када се суочио са могућим последицама, он каже да му је рад као лекара важнији од сопственог благостања. Након тога, он се сам пријављује њујоршком одељењу за здравство, а дозвола за бављење лекарством му је укинута на 30 дана. Он наводи да је вредело.